# قطعنامه ۲۱۰۳ شورای امنیت
قطعنامه ۲۱۰۳ شورای امنیت سازمان ملل متحد سندی بین‌المللی دربارهٔ وضعیت در گینه بیسائو است. این قطعنامه طی نشست شورای امنیت سازمان ملل متحد در تاریخ ۲۲ مه ۲۰۱۳ میلادی با ۱۵ رأی موافق، ۰ مخالف و ۰ ممتنع به تصویب رسید.